# Prvenstvo Anglije 1958
Prvenstvo Anglije 1958 v tenisu.

## Moški posamično
Ashley Cooper :  Neale Fraser, 3-6, 6-3, 6-4, 13-11

## Ženske posamično
Althea Gibson :  Angela Mortimer Barrett, 8-6, 6-2

## Moške dvojice
Sven Davidson /  Ulf Schmidt :  Ashley Cooper /  Neale Fraser, 6–4, 6–4, 8–6

## Ženske dvojice
Maria Bueno /  Althea Gibson :  Margaret duPont /   Margaret Varner, 6–3, 7–5

## Mešane dvojice
Lorraine Coghlan /  Robert Howe :  Althea Gibson /  Kurt Nielsen, 6–3, 13–11